# Almensilla
Almensilla es un municipio español de la provincia de Sevilla, Andalucía. Tiene una población de 6653 habitantes (INE 2024), con una superfície de 14,19 km² y tiene una densidad de 452,1 hab/km².
Se encuentra situada a una altitud de 44 metros y a 16 kilómetros de la capital de provincia, Sevilla, entre las localidades de Mairena del Aljarafe, Palomares del Río, Coria del Río y Bollullos de la Mitación.

## Toponimia
El origen del nombre es todavía causa de controversia entre los distintos autores. Algunos piensan que procede de la palabra mensilla, que significa meseta pequeña en latín, y que los árabes le antepusieron el artículo al-. Otra etimología afirma que procede del árabe المنزلة al-Manzila, que significa "la posada".

## Historia
Entre finales del siglo XII y comienzos del XIII se constituyó un pequeño núcleo de población. Se trataba de un territorio olivarero. En el actual término municipal estuvieron en la Baja Edad Media tres núcleos de población: Almensilla, Seismalos y Malrina. Almensilla y Malrina aparecen en el Repartimento de Sevilla del siglo XIII. Alfonso X llamó a Seismalos como Algazila. Probablemente, en el siglo XIV los tres lugares formaban parte del concejo de Palomares.
En el 1284 Alfonso X le dio al Monasterio de San Clemente de Sevilla, entre otras cosas, 400 aranzadas de olivar situadas en Almensilla. En 1292 Sancho IV cambió estas 400 aranzadas al convento por terrenos en Torre de Guadiamar o del Arzobispo. Majalcófar perteneció durante un tiempo al Monasterio de Santa María de las Cuevas, aunque las vendió en 1433 a los Ortices de Valencina.
En 1641 el conde-duque de Olivares, valido de Felipe IV, adquirió Bollullos de la Mitación, Palomares del Río con Almensilla, La Puebla del Río, Salteras y Mairena del Aljarafe. En 1642 creó un mayorazgo con estos territorios que fue heredado por su yerno, el duque de Medina de las Torres. En la segunda mitad del siglo XVIII Almensilla, dentro de Palomares, aparece como un realengo.
El centro del pueblo parece estar en un cruce de caminos, de Coria del Río hasta Bollullos y de Palomares a Rianzuela.
La Hacienda de San Antonio, que tiene su origen en una donación de Felipe IV de 1629, perteneció entonces a Francisco Fernández Marmolejo.
El pueblo pasó a ser un municipio independiente en 1837.
En 1838, Almensilla tenía 117 casas y 486 habitantes. En el siglo XIX la agricultura en el pueblo se basaba en el olivar y, en menor medida, en cereal, viñas y naranjos.
En el siglo XXI la Universidad de Sevilla creó la empresa Heligemas, para investigar mejoras en la cría del caracol serrano. Esta empresa tiene su criadero en Aznalcázar y su centro de investigación en Almensilla.

## Demografía
Cuenta con una población de 6653 habitantes (INE 2024).
| Gráfica de evolución demográfica de Almensilla entre 1857 y 2021 |
| |
| Población de derecho según los censos de población del INE. Población de hecho según los censos de población del INE.En 1857 aparece este municipio porque se segrega del municipio Palomares del Río. |

## Economía

### Evolución de la deuda viva municipal
| Gráfica de evolución de Deuda viva del Ayuntamiento de Almensilla entre 2008 y 2019                                |
| |
| Deuda viva del Ayuntamiento de Almensilla en miles de Euros según datos del Ministerio de Hacienda y Ad. Públicas. |

## Administración y política
Desde junio de 2023 el alcalde de Almensilla es Rubén Mendoza del partido independiente Por Almensilla. El nuevo alcalde fue investido con el voto a favor de los 4 concejales de su propio partido, los 2 de Izquierda Unida (CON Andalucía), la edil de Cambiemos Ahora (CMOS) y uno de los dos representantes del Partido Popular